# Свенссон, Фрида (гребчиха)
Фрида Линнея Йоханна Свенссон (швед. Frida Linnéa Johanna Svensson; род. 18 августа 1981, Фалькенберг, Халланд) — шведская гребчиха, выступавшая за сборную Швеции по академической гребле в 1998—2015 годах. Чемпионка мира, обладательница двух бронзовых медалей чемпионатов Европы, многократная победительница и призёрка первенств национального значения, участница трёх летних Олимпийских игр.

## Биография
Фрида Свенссон родилась 18 августа 1981 года в городе Фалькенберг, Швеция. Проходила подготовку в местном клубе Falkenbergs RK.
Впервые заявила о себе в академической гребле на международном уровне в сезоне 1998 года, когда вошла в состав шведской национальной сборной и выступила на юниорском мировом первенстве в Линце, где в зачёте парных четвёрок стала пятой. Год спустя на аналогичных соревнованиях в Пловдиве заняла 14-е место в одиночках.
В 2002 году в одиночках финишировала четвёртой на молодёжной регате в Генуе.
Начиная с 2003 года выступала среди взрослых спортсменок, в частности дебютировала в Кубке мира, в одиночках показала 16-й результат на чемпионате мира в Милане.
Благодаря череде удачных выступлений удостоилась права защищать честь страны на летних Олимпийских играх 2004 года в Афинах — в программе женских одиночек сумела квалифицироваться лишь в утешительный финал В и расположилась в итоговом протоколе соревнований на восьмой строке.
В 2005 году в одиночках финишировала пятой на чемпионате мира в Гифу.
В 2006 году побывала на чемпионате мира в Итоне, откуда привезла награду бронзового достоинства, выигранную в одиночках — уступила здесь только представительнице Белоруссии Екатерине Карстен и чешке Мирославе Кнапковой. По итогам сезона признана лучшей гребчихой Швеции.
В 2007 году в одиночках была девятой на чемпионате мира в Мюнхене, выиграла бронзовую медаль на чемпионате Европы в Познани.
Находясь в числе лидеров шведской гребной команды, благополучно прошла отбор на Олимпийские игры 2008 года в Пекине и на сей раз стала в своей дисциплине седьмой.
В 2009 году в одиночках была девятой на чемпионате мира в Познани и четвёртой на чемпионате Европы в Бресте.
На чемпионате Европы 2010 года в Монтемор-у-Велью взяла бронзу, тогда как на чемпионате мира в Карапиро превзошла всех своих соперниц, в том числе на финише взяла верх над титулованной Екатериной Карстен, и тем самым завоевала золотую медаль.
В 2011 году на чемпионате мира в Бледе финишировала в одиночках пятой.
На Олимпийских играх 2012 года в Лондоне в программе одиночек закрыла десятку сильнейших.
После лондонской Олимпиады Свенссон осталась действующей спортсменкой на ещё один олимпийский цикл и продолжила принимать участие в крупнейших международных регатах. Так, в 2013 году она отметилась выступлением на чемпионате Европы в Севилье, где в одиночках стала четвёртой.
В 2015 году помимо Кубка мира стартовала на чемпионате мира в Эгбелете — здесь в зачёте парных двоек заняла итоговое 16-е место.